# Giro di Sassonia 1998
Il Giro di Sassonia 1998, quattordicesima edizione della corsa, si svolse dal 27 luglio al 2 agosto 1998 su un percorso di 1 057 km ripartiti in 6 tappe (la quinta suddivisa in due semitappe) e un cronoprologo, con partenza da Hoyerswerda e arrivo a Dresda. Fu vinto dal tedesco Thomas Liese davanti allo svizzero Steffen Wesemann e all'altro tedesco Jürgen Werner.

## Tappe
| Tappa  | Data      | Percorso                                      | km   | Vincitore di tappa   | Leader cl. generale |
| ------ | --------- | --------------------------------------------- | ---- | -------------------- | ------------------- |
| Prol.  | 27 luglio | Hoyerswerda > Hoyerswerda (cron. individuale) | 5,2  | Steffen Wesemann     | Steffen Wesemann    |
| 1ª     | 28 luglio | Hoyerswerda > Görlitz                         | 192  | Danilo Hondo         | Steffen Wesemann    |
| 2ª     | 29 luglio | Zittau > Lipsia                               | 221  | Danilo Hondo         | Steffen Wesemann    |
| 3ª     | 30 luglio | Grimma > Hohenstein-Ernstthal                 | 186  | Roberto Lochowski    | Steffen Wesemann    |
| 4ª     | 31 luglio | Radeberg > Löbau                              | 163  | Sascha Henrix        | Steffen Wesemann    |
| 5ª-1ª  | 1º agosto | Pirna > Freital                               | 97,4 | Christian Van Dartel | Steffen Wesemann    |
| 5ª-2ª  | 1º agosto | Großenhain > Großenhain (cron. individuale)   | 36   | Thomas Liese         | Thomas Liese        |
| 6ª     | 2 agosto  | Dresda > Dresda                               | 156  | Dirk Müller          | Thomas Liese        |
| Totale | Totale    | Totale                                        | 1057 |                      |                     |

## Dettagli delle tappe

### Prologo
- 27 luglio: Hoyerswerda > Hoyerswerda (cron. individuale) – 5,2 km

| Pos. | Corridore        | Squadra          | Tempo |
| ---- | ---------------- | ---------------- | ----- |
| 1    | Steffen Wesemann | Telekom          | 6'49" |
| 2    | Grischa Niermann | Die Continentale | a 8"  |
| 3    | Dirk Müller      | Telekom          | a 9"  |

| Pos. | Corridore        | Squadra | Tempo |
| ---- | ---------------- | ------- | ----- |
| 1    | Steffen Wesemann | Telekom | 6'49" |

### 1ª tappa
- 28 luglio: Hoyerswerda > Görlitz – 192 km

| Pos. | Corridore      | Squadra | Tempo    |
| ---- | -------------- | ------- | -------- |
| 1    | Danilo Hondo   | Agro    | 4h37'26" |
| 2    | Jürgen Werner  | Agro    | s.t.     |
| 3    | Allan Johansen |         | s.t.     |

| Pos. | Corridore        | Squadra | Tempo    |
| ---- | ---------------- | ------- | -------- |
| 1    | Steffen Wesemann | Telekom | 4h44'15" |

### 2ª tappa
- 29 luglio: Zittau > Lipsia – 221 km

| Pos. | Corridore        | Squadra    | Tempo    |
| ---- | ---------------- | ---------- | -------- |
| 1    | Danilo Hondo     | Agro       | 5h52'36" |
| 2    | Klaus Diewald    | Nürnberger | s.t.     |
| 3    | Steffen Wesemann | Telekom    | s.t.     |

| Pos. | Corridore        | Squadra | Tempo     |
| ---- | ---------------- | ------- | --------- |
| 1    | Steffen Wesemann | Telekom | 10h36'44" |

### 3ª tappa
- 30 luglio: Grimma > Hohenstein-Ernstthal – 186 km

| Pos. | Corridore           | Squadra            | Tempo    |
| ---- | ------------------- | ------------------ | -------- |
| 1    | Roberto Lochowski   |                    | 4h44'32" |
| 2    | Heinrich Trumheller | EC/Bayer Worringen | s.t.     |
| 3    | Bert Grabsch        | Agro               | s.t.     |

| Pos. | Corridore        | Squadra | Tempo     |
| ---- | ---------------- | ------- | --------- |
| 1    | Steffen Wesemann | Telekom | 15h21'41" |

### 4ª tappa
- 31 luglio: Radeberg > Löbau – 163 km

| Pos. | Corridore      | Squadra      | Tempo    |
| ---- | -------------- | ------------ | -------- |
| 1    | Sascha Henrix  | Gerolsteiner | 4h07'17" |
| 2    | Jan Schaffrath | Telekom      | a 4"     |
| 3    | Lucien de Louw |              | a 15"    |

| Pos. | Corridore        | Squadra | Tempo     |
| ---- | ---------------- | ------- | --------- |
| 1    | Steffen Wesemann | Telekom | 19h37'29" |

### 5ª tappa - 1ª semitappa
- 1º agosto: Pirna > Freital – 97,4 km

| Pos. | Corridore            | Squadra    | Tempo    |
| ---- | -------------------- | ---------- | -------- |
| 1    | Christian Van Dartel | Nürnberger | 2h24'13" |
| 2    | Torsten Schmidt      |            | s.t.     |
| 3    | Dainis Ozols         | Mroz       | a 3'09"  |

| Pos. | Corridore        | Squadra | Tempo |
| ---- | ---------------- | ------- | ----- |
| 1    | Steffen Wesemann | Telekom |       |

### 5ª tappa - 2ª semitappa
- 1º agosto: Großenhain > Großenhain (cron. individuale) – 36 km

| Pos. | Corridore        | Squadra | Tempo  |
| ---- | ---------------- | ------- | ------ |
| 1    | Thomas Liese     |         | 42'16" |
| 2    | Jens Lehmann     |         | a 22"  |
| 3    | Steffen Wesemann | Telekom | a 38"  |

| Pos. | Corridore    | Squadra | Tempo     |
| ---- | ------------ | ------- | --------- |
| 1    | Thomas Liese |         | 22h50'06" |

### 6ª tappa
- 2 agosto: Dresda > Dresda – 156 km

| Pos. | Corridore      | Squadra    | Tempo    |
| ---- | -------------- | ---------- | -------- |
| 1    | Dirk Müller    | Telekom    | 3h48'41" |
| 2    | Lucien de Louw |            | a 24"    |
| 3    | Frank Schink   | Nürnberger | s.t.     |

| Pos. | Corridore        | Squadra | Tempo     |
| ---- | ---------------- | ------- | --------- |
| 1    | Thomas Liese     |         | 26h40'26" |
| 2    | Steffen Wesemann | Telekom | a 10"     |
| 3    | Jürgen Werner    | Agro    | a 1'06"   |

## Classifiche finali

### Classifica generale
| Pos. | Corridore           | Squadra                   | Tempo     |
| ---- | ------------------- | ------------------------- | --------- |
| 1    | Thomas Liese        |                           | 26h40'26" |
| 2    | Steffen Wesemann    | Team Deutsche Telekom-ARD | a 10"     |
| 3    | Jürgen Werner       | Agro-Adler Brandenburg    | a 1'06"   |
| 4    | Bert Grabsch        | Agro-Adler Brandenburg    | a 1'12"   |
| 5    | Ralf Grabsch        | Gerolsteiner              | a 2'24"   |
| 6    | Andreas Kappes      | Gerolsteiner              | a 2'47"   |
| 7    | Heinrich Trumheller | Team EC/Bayer Worringen   | a 2'56"   |
| 8    | Josef Christen      | Team Ericsson-Villiger    | a 3'36"   |
| 9    | Ole Sigurd Simensen | Agro-Adler Brandenburg    | a 3'44"   |
| 10   | Enrico Poitschke    |                           | a 3'51"   |